# هل‌استروم
هل‌استروم یا هلستروم (به انگلیسی: Helstrom)، یک سریال تلویزیون اینترنتی آمریکایی است که پل زیبسوزسکی برای هولو ساخته‌است، این سریال بر اساس ضدقهرمان‌های مارول کامیکس به نامهای دایمون و ساتانا هل‌استروم است. این سریال یک داستان مستقل در دنیای سینمایی مارول (MCU) روایت می‌کند. این سریال توسط ای بی سی سیگناتور استودیوز و تلویزیون مارول تهیه شده‌است و زیبسوزسکی شورانر این سریال است.
تام آستن و سیدنی لمون به ترتیب به عنوان دایمون و آنا هل‌استروم، فرزندان یک قاتل سریالی قدرتمند هستند که بدترین انسانها را شکار می‌کنند. الیزابت مارول، رابرت ویزدم، جون کاریل، آریانا گورا و آلن یی از دیگر ستارگان می‌شوند. هولو هل‌استروم را در می ۲۰۱۹ سفارش تولید داد و رسماً اعلام شد که این سریال اولین سریال در فراچانیز «ماجراجویی به درون ترس» مارول است. فیلمبرداری سریال از اکتبر ۲۰۱۹ در ونکوور آغاز شد و در مارس ۲۰۲۰ پایان یافت. در دسامبر ۲۰۱۹ زمانی که مارول استودیوز شرکت مادر تلویزیون مارول انتخاب شد، نظارت براین سریال نیز بر آن شرکت منتقل شد.
هل‌استروم در ۱۶ اکتبر ۲۰۲۰ در هولو منتشر شد و شامل ۱۰ قسمت بود.

## داستان
دایمون و آنا هل‌استروم، فرزندان یک قاتل سریالی قدرتمند هستند، که بدترین انسان‌ها را شکار می‌کنند. اما هر دوی آنها روش‌ها و مهارت‌های خاص خود را برای این مأموریت به کار می‌بندند و هر کدام با هوشمندی و درایتی ویژه، به دنبال تحقق هدف خود می‌باشد.

## بازیگران و شخصیت‌ها
- تام آستن درنقش دایمون هل‌استروم: استاد اخلاق که امیدوار است افراد نزدیک خود را از شیاطین نجات دهد.[۲]
- سیدنی لمون درنقش آنا هل‌استروم: خواهر دایمون است، که افرادی که به دیگران آسیب می‌رسانند را شکار می‌کند، و یک خانه حراجی را به عنوان پوشش خود قرار داده‌است.
- الیزابت مارول درنقش ویکتوریا هل‌استروم: مادر دایمون و آنا، که بیست سال در بیمارستان روانی بستری شده‌است.
- رابرت ویزدم درنقش سرپرست: نگهبان اکتشافی که با شیاطین می‌جنگد.
- جون کاریل درنقش لوئیز هاستینگز: رئیس بیمارستان روانی است که ویکتوریا در آن بستری شده‌است.
- آریانا گورا درنقش گابریلا روستتی: مأمور سریر مقدس است که به دایمون و هاستینگز کمک می‌کند.
- آلن یی درنقش کریس ین: شریک تجاری و جانشین خانه حراجی آنا.

## قسمت‌ها
| شم. | عنوان              | کارگردان           | نویسنده                   | تاریخ پخش اصلی |
| --- | ------------------ | ------------------ | ------------------------- | -------------- |
| ۱   | «یاوران کوچک مادر» | Daina Reid         | Paul Zbyszewski           | ۱۶ اکتبر ۲۰۲۰  |
| ۲   | «توشه سفر»         | Anders Engström    | Blair Butler              | ۱۶ اکتبر ۲۰۲۰  |
| ۳   | «آن که دور شد»     | Michael Offer      | Marcus Dalzine            | ۱۶ اکتبر ۲۰۲۰  |
| ۴   | «مهار»             | Amanda Row         | Sheila Wilson             | ۱۶ اکتبر ۲۰۲۰  |
| ۵   | «متعهد»            | Jovanka Vuckovic   | Ian Sobel and Matt Morgan | ۱۶ اکتبر ۲۰۲۰  |
| ۶   | «لویاتان»          | Sanford Bookstaver | Amanda Segel              | ۱۶ اکتبر ۲۰۲۰  |
| ۷   | «جای زخم‌ها»        | Bill Roe           | Mark Leitner              | ۱۶ اکتبر ۲۰۲۰  |
| ۸   | «پایین»            | Cherie Nowlan      | Maggie Bandur             | ۱۶ اکتبر ۲۰۲۰  |
| ۹   | «رگ‌ها»             | Kevin Tancharoen   | Ian Sobel and Matt Morgan | ۱۶ اکتبر ۲۰۲۰  |
| ۱۰  | «طوفان جهنم»       | Jim O'Hanlon       | Paul Zbyszewski           | ۱۶ اکتبر ۲۰۲۰  |

## تولید

### توسعه
در تاریخ ۱ مه ۲۰۱۹، هولو دستور داد تا سریالی به نام هل‌استروم مارول، بر اساس شخصیت‌های مارول کامیکس به نام‌های دایمون و ساتانا هل‌استروم بسازد -دراین سریال آنها به نامهای دایمون و آنا هل‌استروم شناخته می‌شوند. رئیس تلویزیون مارول، پل زیبسوزسکی در کنار جف لوئب به عنوان شورانر و تهیه‌کننده‌های اجرایی انتخاب کرد. زیبسوزسکی پیش از این به عنوان تهیه‌کننده اجرایی در سریال ای بی سی مارول به نام مأموران شیلد مشغول به کار بود. تلویزیون مارول و ای بی سی سیگناتور استودیوز قرار بود هل‌استروم را تولید کنند زیبسوزسکی گفت این سریال می‌تواند «ترساندن» را به فرمول مارول «قلب، طنز و عمل» اضافه کند و او از داستان هل‌استروم‌ها برای «جدا کردن برخی از عمیق‌ترین ترس‌های ما» استفاده کند، با لوئب گفت این سریال به گوشه ای جدید و «تند» از دنیای مارول در حال حرکت است. فصل اول شامل ۱۰ قسمت است.

### انتخاب بازیگر
مارول بازیگران سریال در آغاز تولید در اکتبر ۲۰۱۹ اعلام کرد: تام آستن و سیدنی لمون ستارگان سریال درنقشهای دایمون و آنا هل‌استروم هستند، الیزابت مارول درنقش مادرشان ویکتوریا، رابرت ویزدم درنقش سرپرست، جون کاریل درنقش دکتر لوئیس هیستینگز، آریانا گوئرا درنقش گابریلا روستی و آلن یی درنقش کریس ین از دیگران بازیگران سریال هستند.

### فیلمبرداری
تولید این سریال در تاریخ ۷ اکتبر ۲۰۱۹ در ونکوور، با عنوان کاری فال‌ها آغاز شد. انتظار می‌رود فیلمبرداری تا ۲۸ فوریه ۲۰۲۰ ادامه یابد.

### ارتباط دنیای سینمایی مارول
هولو و مارول هر دو سریال هل‌استروم و یک سریال روح سوار در مه ۲۰۱۹ اعلام کردند و از آنها به عنوان سنگ بنای «روح انتقام» یاد کردند و قصد داشتند که آنها با روشی مشابه با سریال‌های تلویزیونی نتفلیکس مارول به هم پیوسته شوند. مارول فاش کرد که این دو سریال در دنیای سینمایی مارول وجود خواهند داشت، اما با فیلم‌ها یا سایر مجموعه‌های تلویزیونی فرنچایز مربوط نیست. در ماه اوت، لوئب فاش کرد که سریال مبتنی بر ترس در هولو به‌طور جمعی تحت عنوان ماجراجویی به درون ترس گفته می‌شود. هولو دیگر تا اواخر ماه سپتامبر دیگر با روح سوار کار نخواهد داشت، اما سایر سریال‌های ماجراجویی به درون ترس برنامه‌ریزی شده‌است.

## انتشار
هل‌استروم قرار است در ۲۰۲۰ در هولو منتشر شود، و فقط ۱۰ قسمتش پخش خواهد شد.